# 캐시 서보
캐시 스커보(Cassie Scerbo, 1990년 3월 30일 ~ )는 미국의 배우, 가수이다.

## 영화
- 브링 잇 온 4: 에버

## 텔레비전
- 메이크 잇 오어 브레이크 잇
- 내가 널 사랑할 수 없는 10가지 이유 (시트콤)
- CSI: 마이애미
- 핫 인 클리블랜드
- 샤크 스톰
- 베이비 대디
- 인투 더 샤크스톰
- 9-1-1: 론 스타